# Geek Stink Breath
Geek Stink Breath è un singolo del gruppo musicale statunitense Green Day, pubblicato il 25 settembre 1995 come primo estratto dal quarto album in studio Insomniac.

## Tracce
CD
1. Geek Stink Breath
2. I Want to Be on TV (cover dei Fang)
3. Don't Want to Fall In Love

7"
- Lato A

1. Geek Stink Breath

- Lato B

1. I Want to Be on TV (cover dei Fang)

## Formazione
Gruppo
- Billie Joe Armstrong – voce, chitarra
- Mike Dirnt – basso, cori
- Tré Cool – batteria

Produzione
- Rob Cavallo – produzione
- Green Day – produzione
- Kevin Army – ingegneria del suono
- Jerry Finn – missaggio
- Richard Huredia – assistenza tecnica
- Bernd Burgdorf – assistenza tecnica

## Classifiche
| Classifica (1995)             | Posizione massima |
| ----------------------------- | ----------------- |
| Australia                     | 40                |
| Canada                        | 22                |
| Canada (rock/alternative)     | 1                 |
| Finlandia                     | 5                 |
| Germania                      | 73                |
| Irlanda                       | 27                |
| Nuova Zelanda                 | 11                |
| Regno Unito                   | 16                |
| Stati Uniti (alternative)     | 3                 |
| Stati Uniti (mainstream rock) | 9                 |
| Svezia                        | 28                |